# Nyikolaj Benjaminovics Bogoszlovszkij
Nyikolaj Benjaminovics Bogoszlovszkij, Николай Вениаминович Богословский (Kaluga, 1904. október 27. – Moszkva, 1961. október 12.) szovjet-orosz irodalomkritikus.

## Élete
1925-ben végzett a Moszkvai Egyetem filológiai karán. Első irodalmi és kritikai munkáit 1925-ben és 1928-ban publikálta Jeszenyinről, Tolsztojról, Valerij Brjuszovról, Olga Forsról és másokról. 1934-ben részt vett Puskin összes munkái kritikai kiadásának szerkesztésében, e sorozat lett a nagy orosz költő életművének első átfogó összkiadása. Egyéb ismertebb munkái: Н. Г. Чернышевский об искусстве (1950), Н. В. Гоголь о литературе (1952); А. П. Чехов о литературе (1955). Munkássága nagy részét Csernisevszkij és Turgenyev életműve kutatásának szentelte. Számos cikket írt Csernisevszkij életéről, munkásságáról, elkészítette népszerű életrajzát (a Жизнь замечательных людей sorozatba jelent meg 1955-ben), valamint írt egy munkát az író fiatalkoráról. Turgenyev életrajzát 1959-ben szintén elkészítette (ugyanabban a  sorozatban jelent meg, mint Csernisevszkijé), ezt Bogoszlovszkij halála után 1961-ben és 1964-ben újra kinyomtatták. Magyar nyelven egyetlen írása jelent meg a Galaktika 7. számában 1974-ben, Fantaszták előre! címen. 

## Külső hivatkozások
- Csernisevszkijról írt munkája, online változat

## Fordítás
- Ez a szócikk részben vagy egészben  a(z)   Богословский, Николай Вениаминович című orosz Wikipédia-szócikk ezen változatának fordításán alapul.  Az eredeti cikk szerkesztőit annak laptörténete sorolja fel. Ez a jelzés csupán a megfogalmazás eredetét és a szerzői jogokat jelzi, nem szolgál a cikkben szereplő információk forrásmegjelöléseként.